# FIBA EuroCup 2006/07
Die Saison 2006/07 war die 4. Spielzeit der von der FIBA Europa ausgetragenen EuroChallenge und die zweite unter dem Namen EuroCup.
Den Titel gewann erstmals Akasvayu Girona aus Spanien.

## Modus
Das Turnier begann mit einer Gruppenphase aus sieben Gruppen mit je 4 Mannschaften und einer Gruppe mit drei Mannschaften. Die Gruppensieger und die Gruppenzweiten spielten in der zweiten Gruppenphase mit vier Gruppen mit je vier Mannschaften. Es folgte das Viertelfinale, welches in einer best-of-three Serie gespielt wurde. Das Halbfinale, Finale und Spiel um Platz 3 fanden im Rahmen eines Final Four Turniers statt.

## Teilnehmer
Am FIBA EuroCup 2006/07 nahmen 31 Mannschaften teil.
| Teilnehmer                     | Teilnehmer | Teilnehmer           | Teilnehmer                | Teilnehmer        | Teilnehmer |
| Land/Liga                      | Anzahl     | Mannschaften         | Mannschaften              | Mannschaften      |            |
| ------------------------------ | ---------- | -------------------- | ------------------------- | ----------------- | ---------- |
| Frankreich (LNB)               | 3          | JDA Dijon            | Adecco ASVEL Villeurbanne | BCM Gravelines    |            |
| Russland (Superliga)           | 3          | Dynamo Ljuberzy      | Ural Great Perm           | Lokomotive Rostow |            |
| Ukraine (Superliga)            | 3          | Chimik Juschne       | BK Asowmasch Mariupol     | BK Kiew           |            |
| Belgien (ELB)                  | 2          | Spirou BC Charleroi  | Liège Basket              |                   |            |
| Griechenland (A1)              | 2          | Marousi Athen        | Panionios Athen           |                   |            |
| Lettland (LBL)                 | 2          | BK Barons Rīga       | ASK Riga                  |                   |            |
| Israel (Ligat ha’Al)           | 2          | Ironi Iscar Nahariya | Maccabi Rischon LeZion    |                   |            |
| Spanien (Liga ACB)             | 2          | Estudiantes Madrid   | Akasvayu Girona           |                   |            |
| Türkei (TBL)                   | 2          | Banvit BK            | Türk Telekom              |                   |            |
| Bulgarien (NBL)                | 1          | PBK ZSKA Sofia       |                           |                   |            |
| Estland (KME)                  | 1          | BC Kalev             |                           |                   |            |
| Italien (Serie A)              | 1          | Virtus Bologna       |                           |                   |            |
| Litauen (LKL)                  | 1          | KK Šiauliai          |                           |                   |            |
| Niederlande (FEB)              | 1          | Amsterdam Astronauts |                           |                   |            |
| Rumänien (Divizia A)           | 1          | CSU Asesoft Ploiești |                           |                   |            |
| Serbien (KLS)                  | 1          | Vojvodina Srbijagas  |                           |                   |            |
| Tschechien (NBL)               | 1          | ČEZ Nymburk          |                           |                   |            |
| Ungarn (Nemzeti Bajnokság I/A) | 1          | Atomerőmű SE Paks    |                           |                   |            |
| Zypern (Division 1)            | 1          | DTL EKA AEL          |                           |                   |            |

## 1. Gruppenphase
Die Spiele der ersten Gruppenphase fanden zwischen dem 7. November und dem 12. Dezember 2006 statt.

### Gruppe A
| Team                    | Sp | S | N | P+  | P-  |
| ----------------------- | -- | - | - | --- | --- |
| 1. Club Estudiantes     | 6  | 5 | 1 | 551 | 524 |
| 2. JDA Dijon            | 6  | 4 | 4 | 496 | 475 |
| 3. Ironi Iscar Naharija | 6  | 3 | 3 | 513 | 505 |
| 4. CSU Asesoft Ploiești | 6  | 0 | 6 | 519 | 575 |

### Gruppe B
| Team                | Sp | S | N | P+  | P-  |
| ------------------- | -- | - | - | --- | --- |
| 1. Dynamo Ljuberzy  | 6  | 5 | 1 | 470 | 396 |
| 2. Spirou Charleroi | 6  | 4 | 2 | 418 | 409 |
| 3. Chimik Juschne   | 6  | 3 | 3 | 457 | 467 |
| 4. Barons Riga      | 6  | 0 | 6 | 384 | 457 |

### Gruppe C
| Team                  | Sp | S | N | P+  | P-  |
| --------------------- | -- | - | - | --- | --- |
| 1. Lokomotive Rostow  | 6  | 4 | 2 | 451 | 397 |
| 2. Asowmasch Mariupol | 6  | 4 | 2 | 454 | 417 |
| 3. Banvit BK          | 6  | 4 | 2 | 456 | 414 |
| 4. Atomerőmű SE Paks  | 6  | 0 | 6 | 379 | 512 |

### Gruppe D
| Team                      | Sp | S | N | P+  | P-  |
| ------------------------- | -- | - | - | --- | --- |
| 1. Akasvayu Girona        | 6  | 6 | 0 | 519 | 432 |
| 2. KK Šiauliai            | 6  | 2 | 4 | 494 | 502 |
| 3. BCM Gravelines         | 6  | 2 | 4 | 479 | 522 |
| 4. Maccabi Rischon LeZion | 6  | 2 | 4 | 452 | 488 |

### Gruppe E
| Team              | Sp | S | N | P+  | P-  |
| ----------------- | -- | - | - | --- | --- |
| 1. Liège Basket   | 4  | 3 | 1 | 293 | 261 |
| 2. BC Kalev/Cramo | 4  | 2 | 2 | 283 | 284 |
| 3. BK Kiew        | 4  | 1 | 3 | 277 | 308 |

### Gruppe F
| Team                      | Sp | S | N | P+  | P-  |
| ------------------------- | -- | - | - | --- | --- |
| 1. Marousi Athen          | 6  | 5 | 1 | 452 | 411 |
| 2. ASK Riga               | 6  | 3 | 3 | 450 | 449 |
| 3. ČEZ Nymburk            | 6  | 3 | 3 | 454 | 460 |
| 4. KK Vojvodina Srbijagas | 6  | 1 | 5 | 419 | 455 |

### Gruppe G
| Team               | Sp | S | N | P+  | P-  |
| ------------------ | -- | - | - | --- | --- |
| 1. Türk Telekom    | 6  | 5 | 1 | 506 | 470 |
| 2. Panionios Athen | 6  | 4 | 2 | 487 | 446 |
| 3. Ural Great Perm | 6  | 2 | 4 | 461 | 490 |
| 4. ZSKA Sofia      | 6  | 1 | 5 | 474 | 522 |

### Gruppe H
| Team                    | Sp | S | N | P+  | P-  |
| ----------------------- | -- | - | - | --- | --- |
| 1. Virtus Bologna       | 6  | 5 | 1 | 540 | 404 |
| 2. AEL Limassol         | 6  | 4 | 2 | 494 | 454 |
| 3. ASVEL Villeurbanne   | 6  | 3 | 3 | 495 | 456 |
| 4. Amsterdam Astronauts | 6  | 0 | 6 | 361 | 576 |

## 2. Gruppenphase
Die Spiele der zweiten Gruppenphase fanden zwischen dem 9. Januar und dem 20. Februar 2007 statt.

### Gruppe I
| Team                  | Sp | S | N | P+  | P-  |
| --------------------- | -- | - | - | --- | --- |
| 1. Estudiantes Madrid | 6  | 5 | 1 | 488 | 419 |
| 2. AEL Limassol       | 6  | 5 | 1 | 449 | 418 |
| 3. Liège Basket       | 6  | 1 | 5 | 462 | 511 |
| 4. KK Šiauliai        | 6  | 1 | 5 | 490 | 541 |

### Gruppe J
| Team                  | Sp | S | N | P+  | P-  |
| --------------------- | -- | - | - | --- | --- |
| 1. Asowmasch Mariupol | 6  | 5 | 1 | 457 | 395 |
| 2. Dynamo Ljuberzy    | 6  | 4 | 2 | 429 | 393 |
| 3. ASK Riga           | 6  | 3 | 3 | 413 | 476 |
| 4. Marousi Athen      | 6  | 0 | 6 | 427 | 462 |

### Gruppe K
| Team                 | Sp | S | N | P+  | P-  |
| -------------------- | -- | - | - | --- | --- |
| 1. Türk Telekom      | 6  | 5 | 1 | 471 | 452 |
| 2. Panionios Athen   | 6  | 3 | 3 | 426 | 405 |
| 3. Lokomotive Rostow | 6  | 3 | 3 | 429 | 431 |
| 4. Spirou Charleroi  | 6  | 1 | 5 | 413 | 451 |

### Gruppe L
| Team               | Sp | S | N | P+  | P-  |
| ------------------ | -- | - | - | --- | --- |
| 1. Akasvayu Girona | 6  | 6 | 0 | 592 | 487 |
| 2. Virtus Bologna  | 6  | 4 | 2 | 530 | 508 |
| 3. JDA Dijon       | 6  | 2 | 4 | 470 | 534 |
| 4. BC Kalev/Cramo  | 6  | 0 | 6 | 453 | 516 |

## Viertelfinale
Das Viertelfinale wurde in einer best-of-three Serie gespielt. Die Spiele fanden vom 9. bis zum 14. März 2007 statt.
| Spiel# |                       | Gesamt |                 | 1. Spiel | 2. Spiel | 3. Spiel |
| ------ | --------------------- | ------ | --------------- | -------- | -------- | -------- |
| 1      | Estudiantes Madrid    | 2:0    | Dynamo Ljuberzy | 80:70    | 78:74    |          |
| 2      | Türk Telekom          | 0:2    | Virtus Bologna  | 87:95    | 54:59    |          |
| 3      | Panionios Athen       | 1:2    | Akasvayu Girona | 68:76    | 82:69    | 49:83    |
| 4      | BK Asowmasch Mariupol | 2:1    | AEL Limassol    | 88:63    | 79:85    | 97:69    |

## Final Four

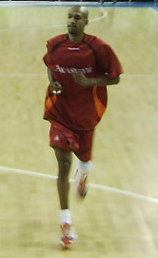
Final Four MVP:
Ariel McDonald

Das Final Four fand vom 13. bis zum 15. April 2007 im Pavelló Municipal Girona-Fontajau in Girona statt.
|  | Halbfinale     | Halbfinale         | Halbfinale     |   |                 | Finale             | Finale             | Finale           |
|  |                |                    |                |   |                 |                    |                    |                  |
|  | 13. April 2007 |                    |                |   |                 |                    |                    |                  |
|  | 1              | Estudiantes Madrid | 58             |   |                 |                    |                    |                  |
|  | 2              | Akasvayu Girona    | 89             |   |                 | 15. April 2007     | 15. April 2007     | 15. April 2007   |
|  |                |                    |                | 2 | Akasvayu Girona | 79                 |                    |                  |
|  | 13. April 2007 | 13. April 2007     | 13. April 2007 |   | 3               | Asowmasch Mariupol | 72                 |                  |
|  | 3              | Virtus Bologna     | 73             |   |                 |                    |                    |                  |
|  | 4              | Asowmasch Mariupol | 74             |   |                 | Spiel um Platz 3   | Spiel um Platz 3   | Spiel um Platz 3 |
|  |                |                    |                |   |                 | 1                  | Estudiantes Madrid | 62               |
|  | 4              | Virtus Bologna     | 80             |   |                 |                    |                    |                  |
|  |                |                    |                |   |                 | 15. April 2007     |                    |                  |

### Final Four MVP
- Ariel McDonald (Akasvayu Girona)